# Паґрі

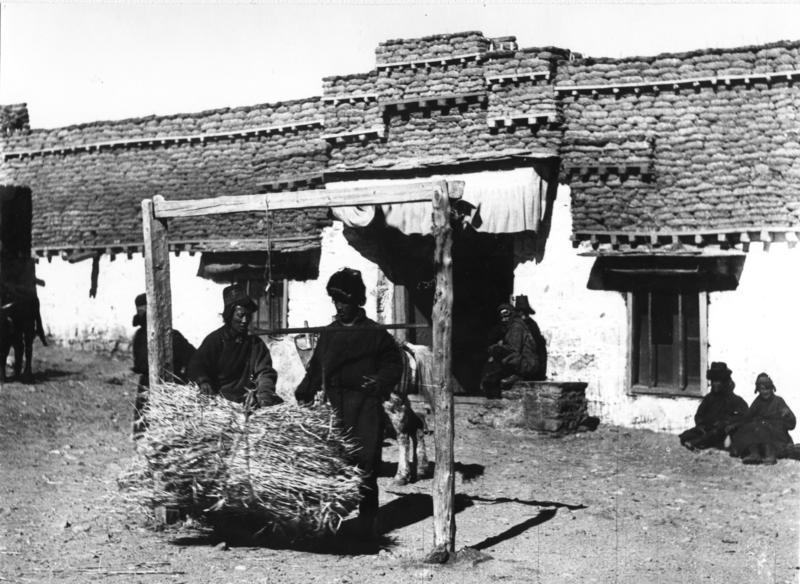
Дзонґ Паґрі, 1938 рік

Паґрі (Pagri) або Пхарі (тиб. ཕག་རི, phag ri) — місто в Тибетському автономному районі КНР, складова міста-префектури Шигацзе. Це одне з найвищих та найхолодніших поселень у світі, розташоване на висоті близько 4500 м над рівнем моря. Місто розташоване на шляху, що йде з Індії до Г'янгцзе та Лхаси. На початку 20-го століття місто знаходилося під британським контролем через своє військово-стратегічне значення.

## Клімат
Місто перебуває у зоні так званої «гірської тундри», котра характеризується кліматом арктичних пустель. Найтепліший місяць — липень із середньою температурою 7.8 °C (46 °F). Найхолодніший місяць — січень, із середньою температурою -8.3 °С (17 °F).
| Клімат Пагрі            | Клімат Пагрі | Клімат Пагрі | Клімат Пагрі | Клімат Пагрі | Клімат Пагрі | Клімат Пагрі | Клімат Пагрі | Клімат Пагрі | Клімат Пагрі | Клімат Пагрі | Клімат Пагрі | Клімат Пагрі | Клімат Пагрі |
| Показник                | Січ.         | Лют.         | Бер.         | Квіт.        | Трав.        | Черв.        | Лип.         | Серп.        | Вер.         | Жовт.        | Лист.        | Груд.        | Рік          |
| Середній максимум, °C   | 1            | 1            | 3            | 7            | 10           | 12           | 12           | 12           | 11           | 8            | 5            | 3            | 7            |
| Середня температура, °C | −8           | −6           | −3           | 0            | 4            | 7            | 8            | 8            | 6            | 1            | −3           | −6           | 0            |
| Середній мінімум, °C    | −17          | −15          | −10          | −5           | −1           | 2            | 4            | 3            | 1            | −5           | −11          | −15          | −5           |
| Норма опадів, мм        | 3            | 6            | 19           | 25           | 26           | 52           | 107          | 94           | 50           | 22           | 2            | 1            | 408          |
| ----------------------- | ------------ | ------------ | ------------ | ------------ | ------------ | ------------ | ------------ | ------------ | ------------ | ------------ | ------------ | ------------ | ------------ |
| Джерело: Weatherbase    |              |              |              |              |              |              |              |              |              |              |              |              |              |